# Hypdonus singaporensis
Hypdonus singaporensis là một loài bọ cánh cứng trong họ Elateridae. Loài này được Ôhira miêu tả khoa học năm 1970.